# Peter Bosz
Peter Bosz (født 21. november 1963) er en tidligere hollandsk fodboldspiller og senere træner. I 2021 var han cheftræner i den Ligue 1-klub Olympique Lyon.

## Hollands fodboldlandshold
| Hollands landshold | Hollands landshold | Hollands landshold |
| År                 | Kmp                | Mål                |
| ------------------ | ------------------ | ------------------ |
| 1991               | 1                  | 0                  |
| 1992               | 5                  | 0                  |
| 1993               | 0                  | 0                  |
| 1994               | 0                  | 0                  |
| 1995               | 2                  | 0                  |
| Total              | 8                  | 0                  |